# Peter Scharinger
Peter Scharinger (* 19. März 1986 in Rohrbach) ist ein  österreichischer Judoka.

## Biografie
Peter Scharinger kämpft für das Judozentrum Mühlviertel. Nach der Matura verpflichtete er sich beim Heeresleistungssportzentrum und war ein fester Bestandteil der österreichischen Nationalmannschaft.
Bei der U23-Europameisterschaft 2008 erreichte er den 3. Rang. Bei der Weltmeisterschaft 2009 schied er bereits in der ersten Runde aus.
Im Rahmen der European Open Oberwart 2014 wurde Scharinger für seine Erfolge der 3. Dan verliehen.
Er arbeitete als Lehrer.
2017 wurde er Team Chef-Trainer in Dänemark.

## Erfolge (Auswahl)
- 2. Rang Belgian Open Championships Visé 2009 – 73 kg
- 2. Rang Matsumae Cup Wien 2006 – 73 kg
- 3. Rang World Cup Brazil Belo Horizonte 2009 – 73 kg
- 3. Rang U23-Europameisterschaft Zagreb 2008 – 73 kg
- 3. Rang Super World Cup Dutch Open Rotterdam 2008 – 73 kg
- 5. Rang Grand Slam Rio de Janeiro 2009 – 73 kg
- 5. Rang Europameisterschaft Istanbul 2011 – 73 kg
- mehrfacher österreichischer Meister und Staatsmeister